# Бернард Претвич

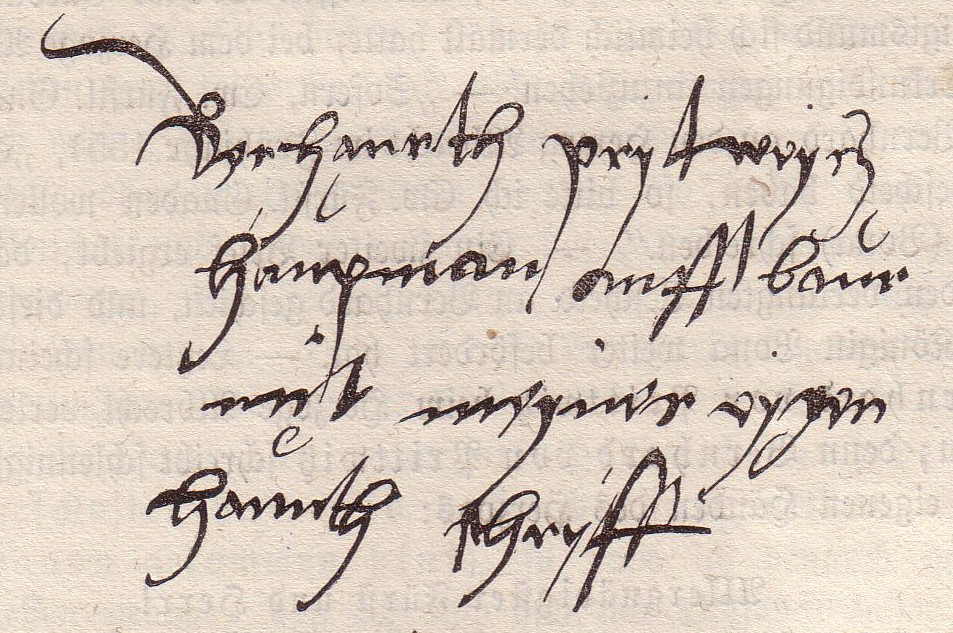
Підпис Бернарда 1550 р. «Berhanrth prytwycz, Haupman auff baur mit meyner eygen Hannth schryff»

Бернард Претвич гербу Вчолі (пол. Bernard Pretwicz, нім. Bernhard von Prittwitz), званий Murus Podoliae, Terror Tartarorum (1500 — 1563 / перед 12 січня 1564) — військовик і урядник Королівства Польського, один із фундаторів українського козацтва. Відомий обороною кордонів від нападів татар. Ротмістр оборони поточної, староста уланівський, барський (1540—1552), теребовельський (1552—1561).
Народився у Сілезії, що на той час перебувала у складі Священної Римської імперії, проте поступив на військову службу до сусіднього Королівства Польського.

## Життєпис
Походив зі сілезьких Пріттвіців (Претвичів). Батько — Петер фон Пріттвіц (Претвич) — був земельним власником біля Сицува, Олесниці, Остшешува, мати — Людмила з Стволіня; за іншою версією (Анджей Томчак, ПСБ, 1985 рік), ймовірно, вони були його батьками, володіли також селами: Ґаврон, Стронна, Монкошиць, Рибіна, Крачова в Сицувському повіті.
У Польщі розпочав кар'єру при дворі короля Сиґізмунда І Старого, виконуючи його спеціальні місії в німецькомовних Сілезії, Празі. У січні 1526 року висланий до Цмелева з дорученням до канцлера Кшиштофа Шидловецького. Після закінчення сейму 1526 року об'їжджав з призовним (поборовим) універсалом Ленчицьке, Берестейське воєводства. Поступив 1527 р. на службу до хоругви Миколи Сенявського, брав участь 1531 р. у битві під Обертином. 1535 року став ротмістром оборони поточної, маючи під командою 120 кавалеристів. З 1535 до 1560 року щороку брав плату (пол. żołd) для 100—200 вершників. Під час війни з Молдавським князівством брав участь 1538 року: в невдалій битві над Серетом, в облозі коронним гетьманом Яном Амором Тарновським Хотинського замку.
Отримав:
- 1538 року — Вонячин поблизу Вінниці; як іноземець повернув через протести литовських бояр[3]
- 1539 року з королівщини у користування Шарівку неподалік Ярмолинців у Подільському воєводстві, п'ять селищ у Барському повіті, прикордонне містечко Жванець, Глезнів, інші поселення. Шарівка стала родинною резиденцією Претвичів (1550 року король Сиґізмунд ІІ Авґуст надав їм право успадкування; було закладено замок).

У березні 1540 року давав свідчення королю щодо відкритого ним заколоту Марціна Зборовського, який був підготовлений на випадок смерті короля; був важко поранений підісланими Зборовськими людьми. Був відданий під опіку Бонерів, одужав через кілька місяців. У 1540 році присланий ним невеликий загін козаків поблизу Вінниці стримував татар, що тільки увійшли на Поділля, здійснив швидкий 100 кілометровий марш до Очакова (розбив їх над Чапчаклеєм (Чичек, звідки привів полонених татарських жінок, дітей, в подяку за що королева Бона Сфорца (мав її протекцію) надала посаду старости у належному їй Барі.
Із Барського замку здійснював контрнапади на татар, доходячи разом з козаками до Чорного моря, Криму (лише під Очаків здійснив три походи 1536, 1549, 1552 років). Здійснював походи під Білгород, зміг відбити 1550 р. напад на Бар волохів, татар, завдавши їм великих втрат під час вилазок з фортеці.
Займався навчанням, озброєнням гарнізонів прикордонних замків, активно співпрацював з козаками. Своїм коштом утримував чисельні загони, виграв протягом життя понад 70 битв з татарами. При закладенні Тернополя очолив нечисельних міщан, які стримували татар до підходу війська гетьмана Яна Амора Тарновського.
20 вересня 1545 р. разом з володимирським Федором Сангушком, черкаським — князем Андрієм Пронським — старостами штурмував Очаків. 1547 року: козаки, керовані Б. Претвичем, переслідували до Очакова татар, які напали на поселення біля Вінниці та захопили у полон кількох селян. Татари уже встигли були відіслати полонених до Кафи, козаки їм за це «знаменито» відомстили, захопили полон та вільно відіслали додому; в Бережанах відбулась зустріч турецького посла з Б. Претвичем
Підтримував зносини з володарями Сілезії та Прусії. Для підтримки протестантського герцога Прусії Альбрехта Гогенцоллерна завербував до 12 000 найманців.
На основі свого досвіду надав до королівського двору 1550 року трактат по обороні прикордонних земель від нападів татар на основі системи інформаторів, що попереджували про підготовку нападу. Завдяки цьому скоротив час для мобілізації сил, концентрації підрозділів на напрямку вірогідного нападу. Для нагальної потреби утримував загін з 300 досвідчених кавалеристів. Завдяки забезпеченій ним ефективній обороні розпочався розвиток міст Поділля, колонізація земель. До сьогодні відома приповідка «За Претвича вільна від татар границя». Кшиштоф Варчевський 1598 р. назвав його «Муром Польщі», Бартош Папроцький 1575 р. «Пострахом Татар». Історик Йоган Сінапіус (нім. Johann Sinapius) згадував легенду про Б.Претвича, що у дорозі татарські матері лякали ним дітей, які голосно кричали.
1550 року після ультимативного листа султана Сулеймана І королю Сиґізмундові ІІ Авґусту був викликаний на Сейм; очікував покарання, повернувся героєм. «Реєстр кривд» турків (літо 1552 р.): Б. Претвич, князь Дмитро Вишневецький звинувачувались у захопленні в населення Очакова овець на суму 6745 акчів, 196 коней, 245 волів, 9000 акчів готівкою, взятті в полон 87, смерті 18 осіб. В 1559 році відібрав у вірменських купців дівчину, яку везли зі Львова.
Часто застосовував тактику попереджувальних нападів на ворожі терени кримських татар, ногайців, що викликало напруження у стосунках з Османською імперією, утиски з сторони королівського двору Сиґізмунда ІІ Авґуста, перед яким він змушений був виправдовуватись. Був усунутий з Бару, переведений до Теребовлі (староста з 2 липня 1552 року), де помер.
У травні 1561 року впав у летаргійний сон. 12 липня 1561 року відступив Теребовельське староство сину Якубові.

## Вшанування
Польські автори Мартин Кромер, Миколай Рей, Шимон Старовольський писали про нього, згадували пісні козаків, де оспівували походи з ним; король Ян II Казимир помістив у своєму кабінеті його портрет.
25.12.2015 р. Вінницька міська рада своїм рішенням № 71 перейменувала вулицю Куйбишева на вулицю Бернарда Претвича

## Ріг єдинорога
Б. Претвич надіслав королю Сиґізмундові І Старому 1530 року ріг останнього єдинорога, якого він начебто особисто вполював. Король наказав надвірному сницарю Сильвестру Лехнеру оздобити ріг, подарував його 1540 року імператору Фердинанду І Габсбурґу; подарунок сьогодні зберігається у Художньо-історичному музеї Відня.

## Маєтності, господарська діяльність
Крім вказаного вище, як теребовлянський староста розпоряджався доходом з двох містечок, 13-ти сіл; як барський — двох містечок, 14-ти сіл, з яких королева 6 залишила на утримання замку, за що безпосередньо відповідав писар замку. Б. Претвич 1547 року отримав: право викупу і доживоття королівщини Вербка; у дідичну власність — Лезнів (Глезнів), нині Лезневе (обидві — Летичівський повіт). 1549 року король на вічні часи йому та його спадкоємцям надав місто Олчедаїв, села Срібна (нині Серебрія), Келішці (Kieliszcze), Михалківці, Людава у Барському старостві, також місто Сірань (Sirań), села Якимовичі, Влоскавче (Włoskawcze) у Кам'янецькому повіті. 1550 р., крім замку та міста Шаравка отримав ще кілька сіл у дідичне посідання. 1554 року Лошнів, Сущин у Теребовельському старостві. У заставі від Язловецьких тримав кілька сіл; зокрема, його вдова 1565 року: Яниківці (пол. Janikowice), Копистин, Перегінка, Колибаня, Свинне (пол. Swynna) на Поділлі. Не зміг отримати у власність Зіньковецький замок з кількома селами від Анни Одровонжівни, хоча 1552 року став його тимчасовим посідачем, отримавши відступ в заставу від Анджея Цьолка із Желехова 1550 року, а від князя Альбрехта 2000 флоринів відступних, які йому була винна Анна Одровонж. У 1559 році викупив Скалат з прилеглими селами.

## Сім'я
У першому шлюбі народився син Альберт.
Друга дружина — Барбара із Завадських, сини:
- Войцех (перед 17 липня 1546 — ?, помер немовлям)
- Якуб (1543—1613) — воєвода подільський, староста теребовлянський
- Анна — дружина Яна Ходоровського[12]